# 北犬飼村
北犬飼村（きたいぬかいむら）は栃木県の北西部、上都賀郡に属していた村である。

## 地理
- 河川：武子川

## 歴史
- 1316年（正和5年）の輪王寺文書の中に、「犬飼郷」の名が見られる。
- 1889年（明治22年）4月1日 町村制施行により、上石川村、下石川村、茂呂村、深津村、白桑田村、池之森村が合併し上都賀郡北犬飼村が成立する。
- 1954年（昭和29年）10月1日 （旧）鹿沼市、菊沢村、東大芦村、北押原村、板荷村、西大芦村、加蘇村と合併し鹿沼市となる。

## 出身者
- 半田良平 - 歌人[1]。